# Stefano Okaka
Stefano Okaka Chuka, plus communément appelé Okaka, né le 9 août 1989 à Castiglione del Lago, dans la province de Pérouse, en Ombrie, est un footballeur international italien.
C'est un joueur qui possède de bonnes qualités physiques par sa vitesse et son gabarit.
Il est le frère jumeau de la volleyeuse Stefania Okaka, et possède également la nationalité nigériane.

## Biographie

### Carrière en clubs

#### AS Rome
Né de parents nigérians, qui obtiendront plus tard la nationalité italienne, Okaka rejoint les équipes de jeunes de l'AS Rome dès 2004. Il fait partie de l'équipe qui remporte le titre national en catégorie U-20 en 2005, marquant des buts contre la Juventus en demi-finale et l'Atalanta en finale.

#### Parme Calcio 1913
En août 2012, il est transféré définitivement de l'AS Rome à Parme. Il est aussitôt prêté à Spezia. En janvier 2014, il signe en faveur de la Sampdoria Gênes.

#### RSC Anderlecht
En juillet 2015, Okaka rejoint le RSC Anderlecht contre 3 millions d'euros.

#### Watford
Un an plus tard, il est transféré à Watford pour cinq ans.
Le 8 janvier 2019, il est prêté au club italien de l'Udinese.

### Carrière en sélection
Stefano Okaka comptabilise à ce jour cinq sélections avec l'Italie.

## Palmarès

### AS Rome
Vainqueur de la Coupe d’Italie en 2007